# PR-Klasse HBU20
Die Klasse HBU20 ist eine Baureihe von Diesellokomotiven mit elektrischer Leistungsübertragung für den schweren Schnellzugdienst, die von 1982 bis 1983 vom japanischen Hersteller Hitachi in Zusammenarbeit mit ALCo für die Pakistan Railways gebaut wurde.

## Geschichte

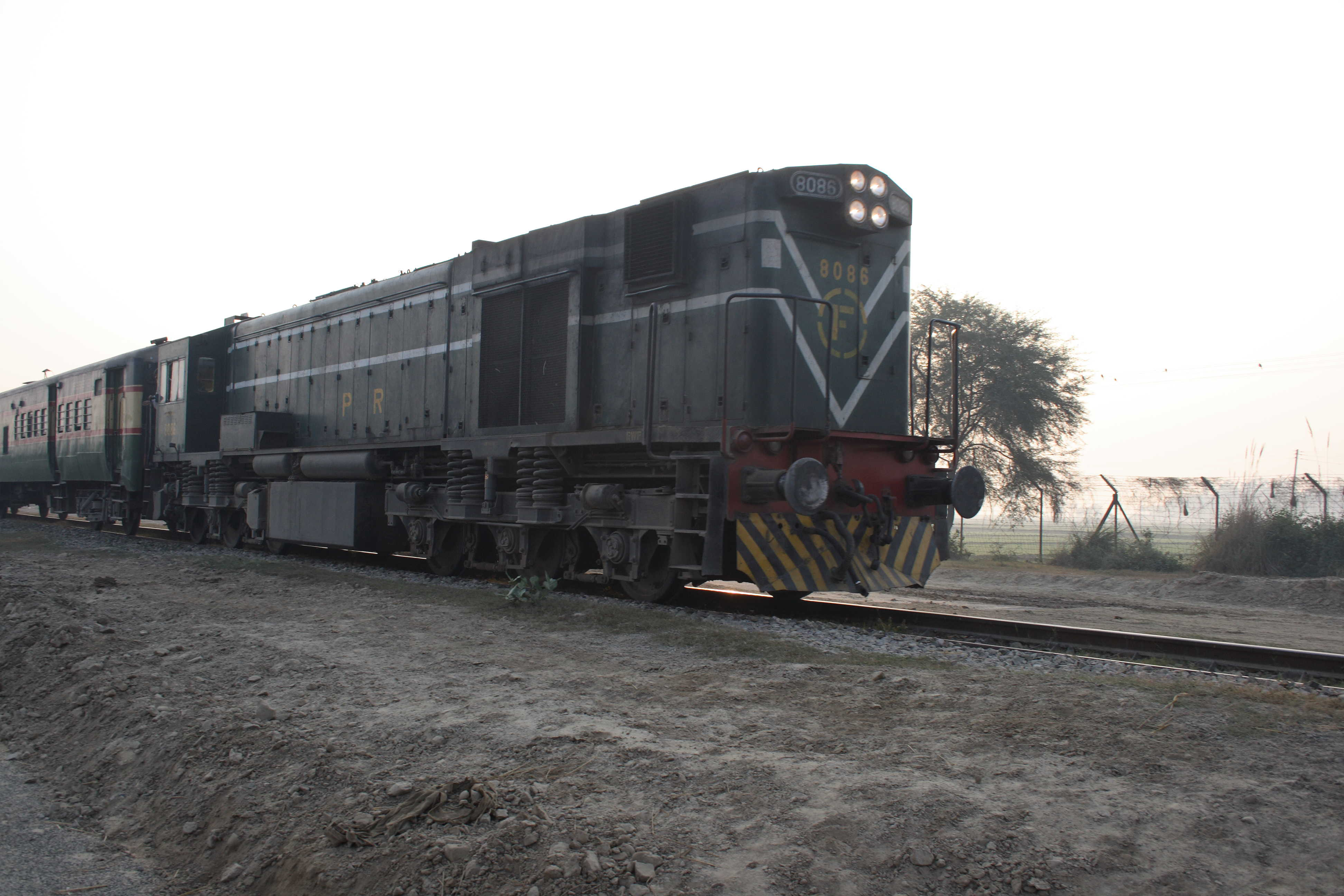
HBU20 8086 mit Samjautha Express (November 2008)

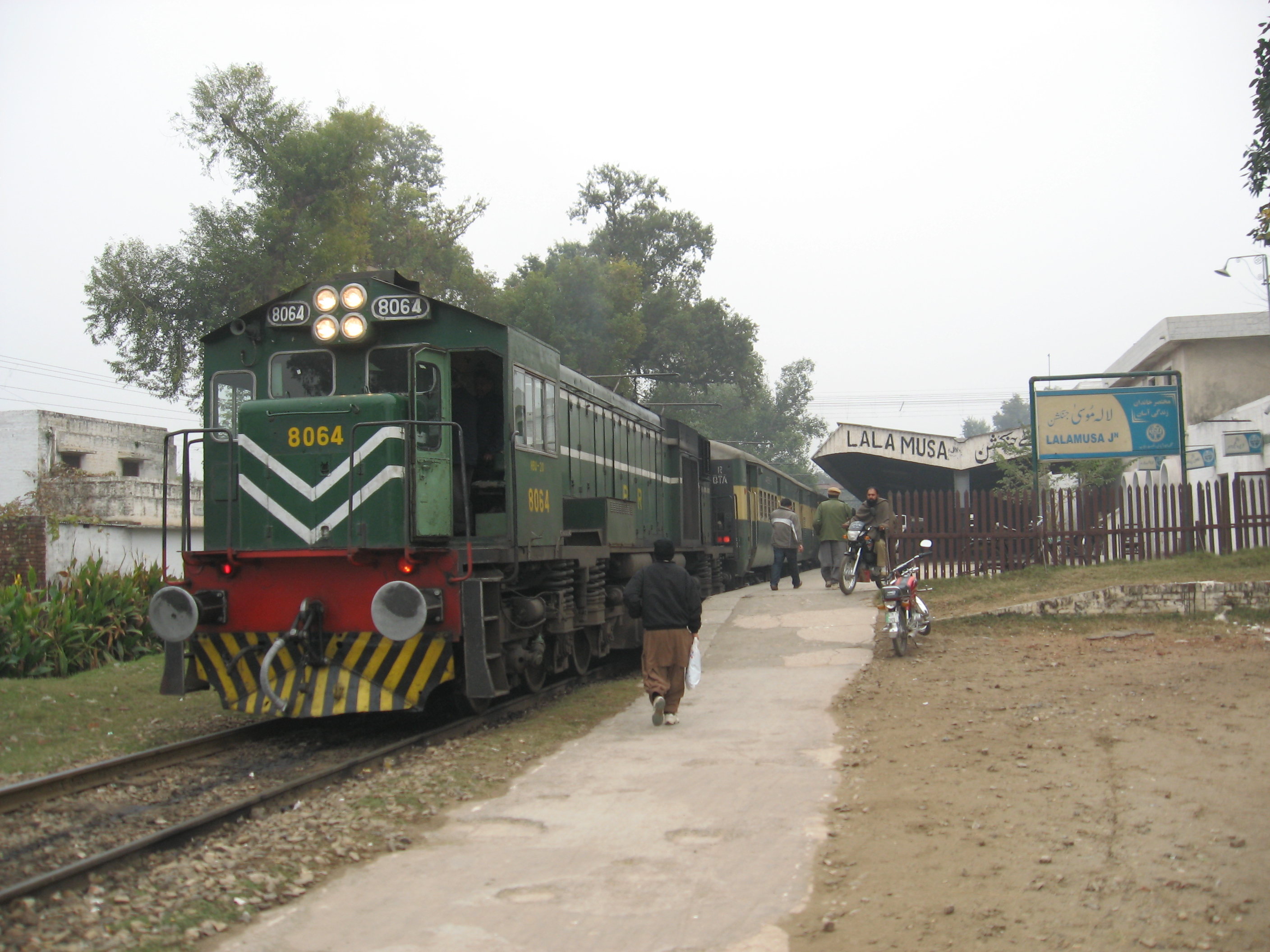
HBU20 8064 mit Subak Raftar Express im Bahnhof Lala Musa Junction (Januar 2013)

Zur Modernisierung ihres veralteten Fahrzeugparks bestellte die pakistanische Staatsbahn Pakistan Railways um 1980 beim japanischen Hersteller Hitachi 60 neue sechsachsige Diesellokomotiven. Diese wurden von 1982 bis 1983 produziert, wobei das US-amerikanische Unternehmen ALCo den Dieselmotor zulieferte. Die Lokomotiven wurden als 8029 bis 8088 nummeriert, sind bis heute im Bestand und werden noch immer im schweren Reise- und Güterverkehr eingesetzt.

## Technische Beschreibung
Der geschweißte Grundrahmen liegt über Schraubenfedern auf zwei dreiachsigen Drehgestellen auf, die die Antriebs- und Bremskräfte über Drehzapfen auf den Rahmen übertragen. Die Leermasse der Lokomotive liegt bei 99 Tonnen, die Dienstmasse bei 105 Tonnen. Die Reibungsmasse entspricht der Dienstmasse, da alle Radsätze angetrieben werden. Die mittlere Achslast beträgt 17,5 Tonnen. Der Rahmen trägt einen kurzen, niedrigen Vorbau, ein Führerhaus und einen langen, hohen Vorbau des Maschinenraums. Die Seitenumläufe liegen außerhalb des Maschinenraums, welcher über seitliche Türen zugänglich ist. Hinter dem Führerstand befinden sich die elektrischen Anlagen wie Hauptschaltschrank und Stromrichter. Dahinter folgt die Antriebseinheit, bestehend aus dem Dieselmotor und dem Hauptgenerator. Die Klasse HBU20 besitzt einen Motor des Typs ALCo 12-251C4. Dieser ist ein wassergekühlter Zwölfzylinder-V-Motor mit Abgasturbolader und Ladeluftkühlung, arbeitet nach dem Viertaktprinzip und erreicht eine Leistung von 1490 kW (2030 PS). Die Zylinder haben einen Durchmesser von 229 mm und einen Kolbenhub von 267 mm. Der Hubraum beträgt damit 10,95 Liter pro Zylinder und 131,35 Liter für den gesamten Motor. Der vom Dieselmotor angetriebene Wechselstromgenerator versorgt die sechs elektrischen Fahrmotoren. Ein Hilfsgenerator versorgt das Bordnetz für die fahrzeugeigenen Verbraucher wie Pumpen, Lüfter und Lampen. Am hinteren Ende des Maschinenraums befindet sich die Kühlanlage mit einem mechanisch vom Dieselmotor angetriebenen Dachlüfter. Unter dem Lokomotivkasten zwischen den Drehgestellen sind der Dieselkraftstofftank mit einem Fassungsvermögen von 7270 Litern und die Batteriekästen montiert. Das Fahrzeug verfügt über eine indirekt wirkende Druckluftbremse, eine Saugluftbremse, eine direkt wirkende Druckluft-Zusatzbremse und eine Handbremse. Die Lokomotiven haben eine Anfahrzugkraft von 310 kN und erreichen eine Höchstgeschwindigkeit von 125 km/h.